# Benjamin Farah
Benjamin Miguel Farah (Corumbá, 31 de março de 1911 – Rio de Janeiro, 30 de abril de 1997) foi um médico, professor, jornalista e político brasileiro que exerceu seis mandatos de deputado federal pelo Rio de Janeiro e um mandato de senador.

## Biografia
Filho de Alexandre José Farah e Leonarda de Oliveira Farah. Em 1937 formou-se em Medicina pela Universidade Federal do Rio de Janeiro e atuou como cirurgião na Marinha, no Hospital São Francisco de Assis e no Hospital Central do Exército, além de clinicar para diversos sindicatos. Em 1940 tornou-se professor de Química no Colégio Pedro II no Rio de Janeiro, então capital federal.
Com o fim do Estado Novo ingressou no PTB, foi eleito deputado federal pelo Distrito Federal em 1945 e participou da elaboração da Constituição de 1946. Com a negativa de seu partido em fornecer-lhe legenda foi reeleito pelo PSP em 1950, 1954 e 1958, votou pela criação da Petrobras e acompanhou, a pedido do Marechal Mascarenhas de Morais, o traslado dos restos mortais dos pracinhas da Força Expedicionária Brasileira que lutaram na Segunda Guerra Mundial. Voltou ao PTB a pedido do presidente João Goulart e foi reeleito deputado federal pela Guanabara em 1962.
Com a instauração do Regime Militar de 1964 e adoção do bipartidarismo optou pelo MDB. Por essa nova legenda foi candidato a senador pela Guanabara por uma sublegenda em 1966, mas o pleito foi vencido por seu colega de partido, Mário Martins. Disputou uma nova eleição para o cargo e foi eleito em 1970 e uma vez no parlamento, notabilizou-se pela oratória e ocupava a tribuna do Senado Federal com frequência numa época em que a Câmara Alta do país não dispunha de veículos próprios de comunicação como a Rádio Senado e a TV Senado. Eleito deputado federal pelo Rio de Janeiro em 1978 integrou a comissão responsável pela análise da Lei da Anistia e com a reforma partidária patrocinada pelo governo João Figueiredo escolheu o PMDB, mas deixou o partido após a incorporação do PP ingressando no PTB. Renunciou ao mandato em 26 de junho de 1980 para assumir o cargo de conselheiro do Tribunal de Contas do Rio de Janeiro no governo Chagas Freitas.
Candidato a deputado federal em 1982. não conseguiu se eleger. Retornou ao PMDB e depois ingressou no PDT onde disputou, sem êxito, um mandato de vereador pela cidade do Rio de Janeiro em 1988.